# Cora jocosa
Cora jocosa är en trollsländeart som beskrevs av Robert McLachlan 1881.
Cora jocosa ingår i släktet Cora och familjen Polythoridae. Inga underarter finns listade i Catalogue of Life.